# Services non marchands
Les services non marchands sont des services qui sont fournis gratuitement ou à des prix qui ne sont pas économiquement significatifs. Ces activités de services se rencontrent dans les domaines de l'éducation, la santé, de l'action sociale et de l'administration.
Ils incluent notamment les services fournis par les administrations publiques, et une fraction de ceux de l'économie sociale, tels que ceux fournis par des associations à but non lucratif.
Il peut s'agir de bien public, comme la défense nationale. La consommation du service est alors automatique, et parfois considérée comme forcée .
Si le bénéficiaire (ou usager) ne les paye pas (ou pas à leur pleine valeur) au moment de l'utilisation, ces services ne sont pas gratuits pour autant. Ils sont payés par :
- subventions (lorsque le prestataire de service est privé et obtient un financement public) ou directement la caisse publique (lorsque le prestataire est public et fournit lui-même le service)
- une contribution forfaitaire, comme une cotisation, lorsque le bénéficiaire adhère à une association ;
- la générosité publique : dons, legs, bénévolat...

Les services non marchands rendus par les administrations publiques forment une part importante de l'activité du pays, et sont pris en compte dans la comptabilité nationale et le calcul du PIB : par convention,  leur valeur économique correspond à la somme des salaires qu'on choisit politiquement de verser à ces travailleurs. La valeur ajoutée créé par ces travailleurs, hors du secteur marchand et du marché de l'emploi (population en meilleure santé, production intellectuelle, de formation, etc), vient s'ajouter à la valeur ajoutée créé dans le secteur marchand, ce qui permet de prélever des cotisations sur les profits du secteur marchand.

## En Belgique
En Belgique, dans le système tripartite (syndicats, employeurs et gouvernement) du non-marchand, les employeurs du secteur à profit social (non marchand) sont représentés par des fédérations d'employeurs. Il existe 4 fédérations patronales interprofessionnelles.
Au niveau interprofessionnel fédéral:
- L'Unisoc, l'Union des entreprises à profit social (en néerlandais : Unie van de socialprofitondernemingen)

Au niveau régional:
- En région wallonne: l'Unipso, union des entreprises à profit social
- En région flamande: Verso, vereniging voor socialprofitondernemingen
- En région bruxelloise: Cbenm-Bcspo: Confédération bruxelloise des entreprises non-marchandes (en néerlandais : Brusselse Confederatie van Social-Profit Ondernemingen)